# Wieda
Wieda är en ortsteil i kommunen Walkenried i Landkreis Göttingen i förbundslandet Niedersachsen i Tyskland. Wieda var en kommun fram till 1 november 2016 när den uppgick i Walkenried. Kommunen Wieda hade 1 295 invånare 2016.